# Església de Sant Climent d'Amer
L'Església de Sant Climent d'Amer és una obra d'Amer (Selva) protegida com a Bé Cultural d'Interès Local.

## Descripció
Església de planta rectangular coberta amb una teulada a dues aigües de vessants a laterals, la qual està rematada amb un ràfec d'una sola filera de teula que es prolonga per tot el perímetre de l'edifici a excepció de la façana.
La façana principal està fortament impregnada i imbuïda d'una estètica i atmosfera neoclàssica com així ho acrediten ràpidament diversos elements: En primer lloc tenim el portal quadrangular d'accés flanquejat per dues pilastres que descansen sobre dos basaments respectivament, les quals estan culminades amb dos capitells d'aspecte molt discret. Corona el portal un arc conopial de taló a l'interior del qual trobem la data de "1877" - moment en què es va culminar la intervenció que va afectar i canviar profundament l'edifici- i una sèrie d'inicials i sigles de difícil comprensió i interpretació "R. D. N. R. C. P.". En la llinda interna del portal trobem incisa una inscripció molt evocadora i en sintonia total amb el context religiós en què es troba, i diu així: "HIC DOMUS DEI EST, ET PORTA COELI" (és a dir, "aquesta és la casa de Déu i la porta del cel").
Remarcar que es tracta d'un conjunt bastant sobri i auster i sense cap mena de gràcia compositiva, la monotonia del qual està trencada i interrompuda tant per l'arc conopial de taló coronat amb una creu, com per la inscripció evocadora de la llinda.
En segon lloc tenim la petita rosassa en format de sol. I finalment el coronament de la façana amb un gran arc conopial de taló de grans proporcions, l'espai físic del qual l'ocupa tres òculs emmarcats amb maó, coronat amb una creu de ferro forjat. El treball de la forja aplicat a la creu és bastant encertat com així ho acrediten diversos factors: com ara la silueta esvelta i delicada de la creu o els ornaments del centre amb el nimbe radiant i dels extrems, amb unes petites protuberàncies doblegades.
Adossat a la part davantera i frontal de la façana trobem un gran campanar de planta quadrada, amb elements d'inspiració neoromànica com ara els petits arquets cegats de les obertures disposades en les quatres cares del cub, que recorden vagament els arquets llombards típics i característics de l'arquitectura romànica. El campanar està cobert amb una teulada piramidal a quatre aigües, la qual està decorada amb rajoles bicromades que alternen i combinen el blanc amb el blau.
A la façana lateral esquerra de l'església trobem adossat un petit cementiri el qual es troba immers en unes condicions pèssimes de conservació i manteniment, ja que està totalment abandonat.
Al costat, unida a l'església amb un poderós contrafort, trobem la masia de Can Sabater. Es tracta d'una masia de tres plantes coberta amb una teulada a dues aigües de vessants a façana.
La planta baixa destaca el portal d'arc de mig punt, el qual ha perdut les dovelles, que han estat substituïdes per un emmarcament a base de maons, però conserva els muntants laterals de pedra.
En el primer pis trobem dues obertures a destacar especialment la que està ubicada immediatament sobre el portal. Es tracta d'una finestra rectangular equipada amb llinda monolítica, muntants de pedra i ampit treballat. Sota l'ampit trobem la solució prototípica que consisteix en disposar dues o tres pedres com a mesura de reforç en la sustentació de la pesant finestra. En la llinda s'aprecia una inscripció flanquejada per dos petits cossos circulars - un per banda- però de difícil comprensió que impossibilita la seva interpretació.
En el segon pis trobem una obertura rectangular totalment irrellevant, ja que no ha rebut cap mena de tractament a destacar.
Davant de la masia trobem una construcció que podria executar les tasques de segon habitatge. Es tracta d'un edifici de factura relativament més moderna en comparacó amb la masia i bastant irrellevant, ja que no atresora cap tipus d'element rellevant a destacar.
Pel que fa al tema dels materials prima per sobre de tot un com és la pedra. Ara bé una pedra que la trobem present en diverses modalitats: en primer lloc tenim les pedres fragmentades i els còdols de riu sense desbastar i treballar arrebossades. Aquest procediment és el que prima en les quatre façanes de l'església. En segon lloc tenim la pedra nomolítica o pedra calcària de Girona que la trobem específicament localitzada en tot l'entramat compositiu i formal del portal d'entrada. En tercer lloc tenim les pedres fragmentades i els còdols de riu manipulats a cops de martell i lligades amb morter de calç. Un procediment que impera en les quatre façanes de la masia de Can Sabater. I finalment trobem la pedra sorrenca concentrada en la llinda, muntants i ampit de la finestra del primer pis de Can Sabater.
Remarcar a mode d'apunt que l'estat de conservació de l'església a nivell de conjunt és bo. Tanmateix hi ha zones puntuals i parts específiques en que s'observa un procés de degradació més avançat com ara el coronament de la façana amb l'arc conopial de taló, el qual ha perdut tot l'arrebossat quedant completament a la vista tota l'estructura intrínseca és a dir les pedres fragmentades i els còdols de riu sense desbastar i treballar.

## Història
Les primeres notícies documentades que es tenen de Sant Climent són del 1066, coneguda aleshores com a Sant Climent de Securun.
Sant Climent era una antiga església parroquial dependent de la de Santa Maria d'Amer, i estava dedicada al que fou el primer successor de Sant Pere.
L'edificació actual té el seu origen en una construcció del segle xvii. Paral·lelament va ser molt reformada en el segle xix, concretament en el 1877 com així ho indica la llinda de la porta on trobem gravada la data.
En conjunt l'edifici no ha experimentat cap intervenció dràstica a nivell estructural o formal. L'única intervenció significativa a esmentar és el canvi i substitució integral de la teulada la qual estava molt deteriorada, per una factura completament nova. No sabem en quines dates concretes es efectuar aquestes obres, ara bé, pel magnífic aspecte que presenta la teulada tot fa pensar que les obres es van practicar a principis del segle aproximadament. Les primeres notícies documentades que es tenen de Sant Climent són del 1066, coneguda aleshores com a Sant Climent de Securun.
Sant Climent era una antiga església parroquial dependent de la de Santa Maria d'Amer, i estava dedicada al que fou el primer successor de Sant Pere.
L'edificació actual té el seu origen en una construcció del segle xvii. Paral·lelament va ser molt reformada en el segle xix, concretament en el 1877 com així ho indica la llinda de la porta on trobem gravada la data.
En conjunt l'edifici no ha experimentat cap intervenció dràstica a nivell estructural o formal. L'única intervenció significativa a esmentar és el canvi i substitució integral de la teulada la qual estava molt deteriorada, per una factura completament nova. No sabem en quines dates concretes es efectuar aquestes obres, ara bé, pel magnífic aspecte que presenta la teulada tot fa pensar que les obres es van practicar a principis del segle aproximadament.